# Attheyella cingalensis
Attheyella cingalensis är en kräftdjursart som beskrevs av Brady 1886. Attheyella cingalensis ingår i släktet Attheyella och familjen Canthocamptidae. Inga underarter finns listade i Catalogue of Life.